# Henri Girard (homme politique)
Pour les articles homonymes, voir Henri Girard (homonymie) et Girard.
Henri Girard (30 septembre 1933  à Normandin - 22 août 2009 à Saguenay au Québec (Canada)) est un ingénieur, professeur, fonctionnaire, et homme politique québécois.
Il est maire de Chicoutimi de 1970 à 1981.

## Biographie
Henri Girard est né le 30 septembre 1933 à Normandin. Il fait ses études au Collège St-Joseph de Normandin entre 1940 et 1950, à l’École technique de Rimouski de 1950 à 1954, à l’école St-Philippe d’Arvida entre 1954 à 1955 et termine ses études universitaires à Frédéricton, au Nouveau-Brunswick, afin d’y obtenir un diplôme en génie civil. Le 1er juillet 1958, il épouse Aliette Bernard, qui lui donne trois enfants.
Il commence sa carrière professionnelle en 1960 en travaillant pour la Canadian International Paper Company de Trois-Rivières comme ingénieur-civil pour la construction et l’entretien des installations. De 1961 à 1963, il œuvre comme ingénieur municipal et directeur-général des travaux publics pour la municipalité du Cap de la Madeleine. Par la suite, il est ingénieur-gérant pour la ville de Shawinigan-Sud et gérant municipal pour la ville de Chicoutimi de 1965 à 1970.
Entre 1971 et 1972, il est successivement professeur à l’éducation permanente et aux étudiants en Technique de génie civil au Cégep de Chicoutimi. Il exerce, par la suite, la fonction d’adjoint-administratif à ce même collège.
Élu à la mairie de Chicoutimi en novembre 1970, il est défait en 1981 par l’homme d’affaires Ulric Blackburn, président fondateur du Parti du Chicoutimi Métropolitain (PCM). Henri Girard est décédé à Saguenay le 22 août 2009.
En 2009, la ville de Saguenay rend hommage au défunt maire en rebaptisant le parc industriel du Haut-Saguenay situé dans l'arrondissement de Chicoutimi par le Parc Industriel Henri-Girard. (48° 24′ 09″ N, 71° 05′ 33″ O)